# Super700
Super700 est un groupe allemand de rock alternatif, originaire de Berlin. Il est formé en 2003 par la chanteuse Ibadet Ramadani et le bassiste Michael Haves. Sur les premiers albums, deux choristes (qui n'étaient autres que les deux sœurs d'Ibadet Ramadani) faisaient partie intégrante du groupe. Il est actuellement constitué de 5 membres : Ibadet Ramadani (chant), Jan Terstegen (guitare), Simon Rauterberg (claviers), Michael Haves (basse) et Sebastian Schmidt (batterie). 

## Biographie
Super700 est fondé en 2003 par Ibadet Ramadani et Michael Haves, ils constituent encore le noyau créatif du groupe, responsables respectivement des textes et de la composition. Le groupe effectue ses premiers concerts dans des clubs berlinois puis une tournée à travers l'Allemagne et la Suisse. Un premier album éponyme, produit par Gordon Raphael (producteur des Strokes) sort en 2006.
S'ensuivent plusieurs années de tournées à travers l'Europe ainsi que des participations à plusieurs festivals. Super700 retourne en studio en 2008 pour enregistrer avec le producteur irlandais Bob Kirwan (ayant travaillé avec U2 et PJ Harvey) l'album LoveBites qui paraîtra en 2009. Celui-ci est distribué à l'étranger et s'accompagne de nouvelles tournées. À la suite de tensions internes, Ilirjana Ramadani, Albana Ramadani et Johannes Saal quittent le groupe.
C'est avec son nouveau guitariste Jan Tar Stegen que le groupe enregistre son 3e album auto-produit Under the No Sky, publié en 2012,,.

## Discographie
- 2006 : Super700 (Motor Music)
- 2009 : Lovebites (Motor Music)
- 2012 : Under the No Sky (Motor Music)